# NGC 7217
NGC 7217 ist eine ringförmige Spiralgalaxie mit aktivem Galaxienkern vom Hubble-Typ Sab im Sternbild Pegasus am Nordsternhimmel. Sie ist schätzungsweise 52 Millionen Lichtjahre von der Milchstraße entfernt und hat einen Durchmesser von etwa 45.000 Lj.
Das Objekt wurde am 7. September 1784 von dem deutsch-britischen Astronomen Wilhelm Herschel entdeckt.